# Erbrecht (Italien)
Das italienische Erbrecht unterscheidet sich in wichtigen Punkten von jenem, das in deutschsprachigen Ländern üblich ist. Zum Beispiel sind, mit geringfügigen Ausnahmen, Erbverträge und ähnliche Konstrukte (gemeinsame oder gegenseitige Testamente) nicht zulässig. Ebenso kann niemand auf Pflichterbteile verzichten (Art. 557 Abs. 2).

## Familienverträge
Das Verbot von Erbverträgen ist allerdings durch erlaubte Familienverträge (patto di familia, Art. 768ff) abgemildert. In einem solchen öffentlich beurkundeten Vertrag müssen alle Angehörigen, die einen Pflichtteilsanspruch besitzen, teilnehmen. Auf diese Weise kann ein Besitzer eines Betriebes oder ein Inhaber von Unternehmensanteilen den Betrieb beziehungsweise die Anteile ganz oder teilweise einem oder mehreren Erben übertragen.
Wurde ein Erbe nicht in einen Familienvertrag einbezogen, hat er einen Anspruch auf eine Abfindung, die auf den späteren Pflichtteil angerechnet wird.

## Erbunwürdigkeit
Nach Art. 463 ist eines Erbes unwürdig, wer:
- den Erblasser, dessen Vorfahren, Nachkommen oder Ehegatten auf eine vorsätzliche Weise getötet hat, oder zu töten versucht hat
- wer gegen eine Person im selben Personenkreis eine andere schwere Straftat begangen hat, die vom Strafmaß her dem Mord gleichkommt.
- gerichtlich wegen Verleumdung oder falscher Zeugenaussage zu Lasten des Erblassers verurteilt wurde
- als Elternteil das Sorgerecht verwirkt hat, ohne durch ein Gerichtsurteil das Sorgerecht über das Kind wieder erhalten zu haben
- auf arglistige oder gewaltsame Weise den Erblasser dazu bringt, ein Testament zu errichten, zu verändern oder zu widerrufen
- wer ein Testament unterdrückt, verheimlicht oder verfälscht
- ein gefälschtes Testament anfertigt oder gebraucht.

Nachkommen einer erbunwürdigen Person verlieren ihren Erbanspruch nicht. Der Erblasser kann in einer öffentlichen Urkunde oder in einem Testament erklären, dass er einer erbunwürdigen Person verziehen hat, und somit wieder den Erbanspruch genießt.

## Besondere Regelungen
- Die Rechte und Pflichten des Vermieters – und des Mieters – sind vererblich.
- Landwirtschaftlich genutzte Grundstücke, die vom Erblasser oder von seinen Angehörigen bewirtschaftet wurden, fallen jenen Erben zu, die selbst landwirtschaftliche Tätigkeiten ausüben. Zwischen diesen bevorzugten Erben und den anderen entsteht dann ein Pachtvertrag, und bei Auflösung des Pachtverhältnisses besteht ein einseitiges Kaufrecht.